# Urna (begravning)

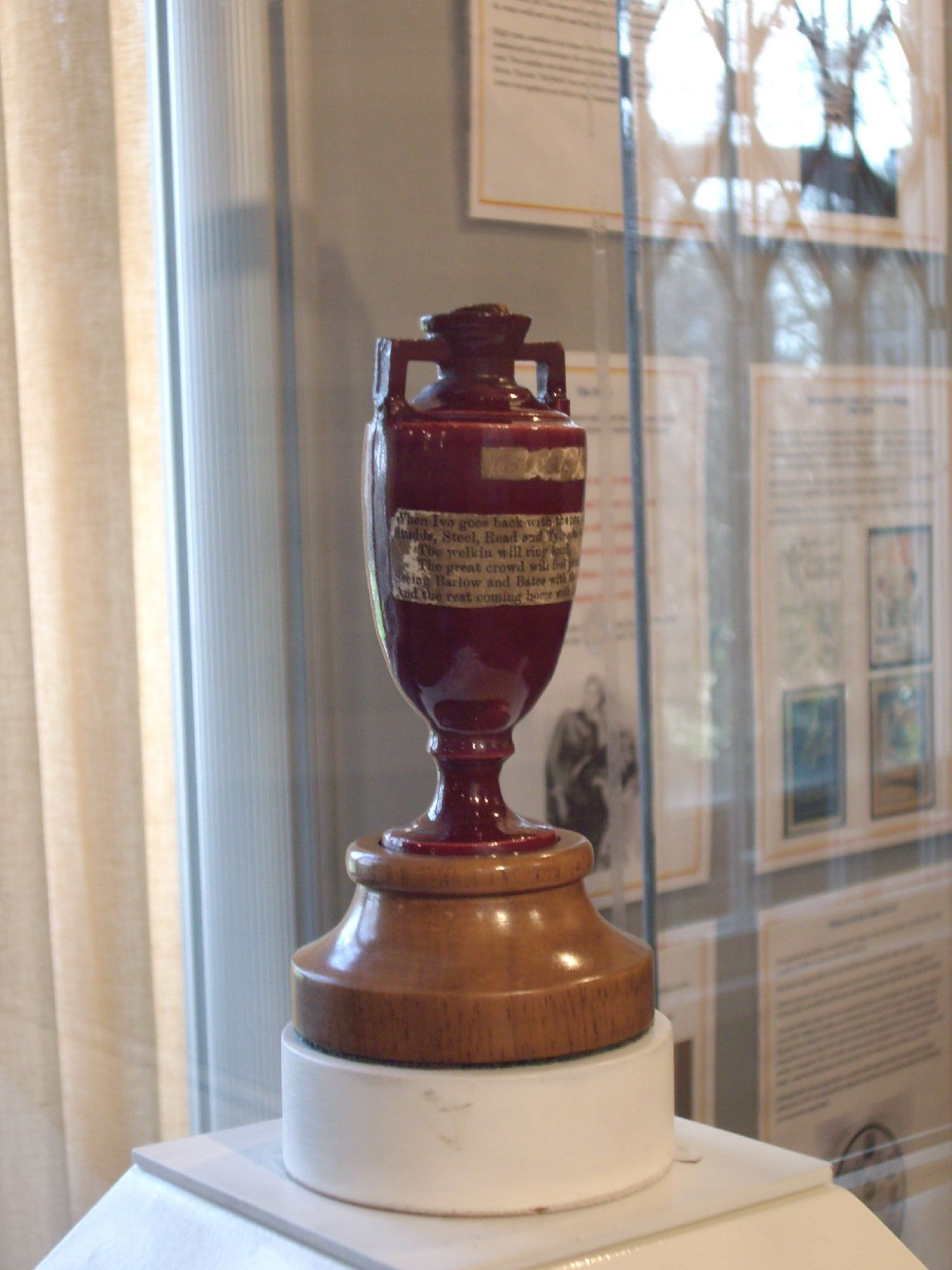
Urna fylld med aska

Begravningsurnor från Kina, 1127-1279 (Songdynastin), Hallwylska museet.

Urna är det kärl som används att transportera askan av en avliden efter kremering till den plats där askan ska slutligt förvaras. Urnor finns i förgängligt och icke förgängligt material, alltifrån papper till koppar. Förslutning och materialval är beroende av om askan skall sänkas i jord med urna, eller spridas i till exempel minneslund eller för "enskild spridning" efter tillstånd från länsstyrelsen.